# Test Site
Test Site – instalacja artystyczna z serii pod tytułem "The Unilever Series", autorstwa niemieckiego artysty Carstena Höllera, która była pokazywana publiczności w latach 2006-2007 w Hali Turbin (ang. The Turbine Hall) w Tate Modern w Londynie.
Instalacja składała się z pięciu krytych metalowych zjeżdżalni, z których dwie zaczynały się na drugim piętrze i trzy kolejne na trzecim, czwartym i piątym piętrach. Zjeżdżalnie zostały wykonane z metalu i pleksii, przez to że były kryte na całej długości zwiedzający mieli okazję zjechać np. z piątego piętra bezpośrednio na parter. Najdłuższa zjeżdżalnia miała długość 55,5 metra.
Carsten Höller w wywiadzie dla The Art Newspaper opisał swoją pracę w ten sposób: "zjeżdżalnie dostarczają ludzi szybko, bezpiecznie i elegancko do miejsca przeznaczenia, są niedrogie w budowie i energooszczędne. Są także narzędziem do doświadczania stanu emocjonalnego, który jest wyjątkowym stanem – gdzieś pomiędzy zachwytem a szaleństwem”.